# SOIUSA
SOIUSA е система за определяне на дялове и поддялове в Алпите по географски и топографски признак. Тя е предложена от Италианския алпийски клуб през 2006 г., а автор е изследователят Серджо Мараци. Разработена е въз основа на по-ранна система, приета от Италианския географски комитет през 1926 г. по времето на Мусолини. Съкращението идва от Suddivisione Orografica Internazionale Unificata del Sistema Alpino, тоест Единна международна орографска подялба на Алпийската система.

## Принципи
Съвременната система за поделяне на Алпите се отказва от старото схващане в Италия за три основни части (Западни, Централни и Източни Алпи) и приема по-широко наложилото се разделяне, прието в Австрия за две части (Западна и Източна). Границата между тях минава от Боденското езеро по реките Рейн и Шплюген, както и през прохода Шплюген. Оттам се спуска до езерото Комо. Възприета е йерархия на дяловете по следния начин:
- 2 основни части;
- 5 сектора – 2 в Западните Алпи и 3 в Източните;
- 36 секции – така са назовани приетите вече дялове;
- 132 подсекции – това са отделни масиви, хребети и възвишения;

По-нататък системата влиза в подробно разделяне на всеки масив и хребет на супергрупи, групи и подгрупи.

## Подялба на Алпите

### Западни Алпи

#### Югозападни Алпи
- 1. Лигурски Алпи (Пунта Маргарейс, 2661 м)
- 2. Приморски Алпи (Арджентера, 3297 м)
  - Пела (Пела, 3053 м)
  - Кот дю Льон (Муние, 2916 м)
  - Меркантур – Арджентера (Арджентера, 3297 м)
- 3. Провансалски Алпи и Предалпи (Тет дьо л'Естроп, 2961 м))
  - Троа Евеше (Тет дьо л'Естроп, 2961 м))
  - Бланш (2909 м)
  - Блайол
  - Шевал (Блан, 2323 м)
  - Шейрон (1778 м)
  - Мур дьо Шание (1930 м)
  - Люр (1826 м)
  - Венту (1912 м)
  - Барони (1612 м)
  - Анжел (1606 м)
  - плато Воклюз (1256 м)
  - Люберон (1125 м)
- 4. Котски Алпи (Монте Визо, 3841 м)
  - Парпайон
  - Монте Визо (Монте Визо, 3841 м)
  - Монджиневро (Рошбрюн, 3324 м)
  - Мон Сени (Поанд дю Ронс, 3612 м)
- 5. Дофинийски Алпи (Бар дез Екрен, 4102 м)
  - Екрен (Бар дез Екрен, 4102 м)
  - Арв (Иглите, 3514 м)
  - Белдон (Пик дю Белдон, 2977 м)
  - Шансор
- 6. Дофинийски Предалпи (Гранд Тет дьо л'Обиу, 2790 м)
  - Деволюй (Гранд Тет дьо л'Обиу, 2790 м)
  - Веркор (Веймон, 2341 м)
  - Шартрьоз (Шамшод 2082 м)

#### Северозападни Алпи
- 7. Грайски Алпи (Монблан, 4810 м)
  - Гран Пардизо (Гран Парадизо, 4061 м)
  - Монблан (Монблан, 4810 м)
  - Ваноаз (Гранд Кас, 3855 м)
  - Шарбонел (Шарбонел, 3752 м)
  - Бофортен
- 8. Савойски Предалпи (Дан дю Миди, 3257)
  - Шабле (Корнет дю Биз, 2432 м)
  - Дан дю Миди (Дан дю Миди, 3257)
  - Егюи Руж (Бюе, 3096 м)
  - Арави (Понт Персе, 2750 м)
  - Борн (Поант Бланш, 2438 м)
  - Салев (Салев, 1375 м)
  - Дю Бож (Аркалод, 2217 м)
- 9. Пенински Алпи (Дюфур, 4634 м)
  - Фалер (Гран Рошер, 3326 м)
  - Отема (Монфор, 3329 м)
  - Монте Роза (Дюфур, 4634 м)
  - Мишабел (Дом, 4545 м)
- 10. Лепонтински Алпи (Монте Леоне, 3552 м)
  - Леоне (Моте Леоне, 3552 м)
  - Сен Готард (Пицо Ротондо, 3192 м)
  - Басодино (Басодино, 3276 м)
  - Медел (Медел, 3210 м)
  - Адула (Райвалдхорн, 3402 м)
  - Тамбо (Пицо Тамбо, 3279 м)
  - Кампо Тенча (Кампо Тенча, 3072 м)
- 11. Лугански Предалпи (Пицо ди Джино, 2245 м)
- 12. Бернски Алпи (Финстераархорн, 4274 м)
- 13. Гларнски Алпи (Тьоди, 3620 м)
  - Криспалт (Пиц Джуф, 3098 м)
  - Обералп (Обералпщок, 3328 м)
  - Клариден (Шерхорн, 3297 м)
  - Вораб (Пиц Гриш, 3062 м)
  - Каланда (Холденщайнер, 2805 м)
  - Магерен (Магерен, 2524 м)
- 14. Швейцарски Предалпи (Дамащок, 3629 м)
  - Фрибургски Алпи (Ванил Ноар, 2398 м)
  - Бернски Оберланд (Шилтхорн, 2970 м)
  - Урийски Алпи (Унтервалденски Алпи) (Дамащок, 3629 м)
  - Швицки Алпи (Бехищок, 2914 м)[2]

### Източни Алпи

#### Централни Източни Алпи
- 15. Западни Ретийски Алпи (Бернина, 4049)
  - Обералпенщайн (Плата, 3386 м)
  - Албула (пиц Кеш, 3418 м)
  - Силверта (пиц Линард, 3411 м)
  - Плесюр (Арозер Ротхорн, 2980 м)
  - Ретикон (Шезаплана, 2964 м)
  - Бернина (Бернина, 4049)
  - Брегалия (Дисграция, 3678 м)
  - Пияци (Пияци, 3439 м)
  - Сесвена (Сесвена, 3205 м)
- 16. Източни Ретийски Алпи (Вилдшпице, 3772 м)
  - Йоцталски Алпи (Вилдшпице, 3772 м)
  - Щубайски Алпи (Цукерхютъл, 3507 м)
  - Сарентини (Червина, 2781 м)
- 17. Западен Тауерн (Гросглокнер, 3798 м)
  - Цилерталски Алпи (Попфайлер, 3509 м)
  - Висок Тауерн (Гросглокнер, 3798 м)
  - Райзенфернер (Хохгал, 3436 м)
  - Дефереген (Вилгратен) (Вайсе Шпице, 2962 м)
  - Шобер (Пецек, 3283 м)
  - Райзек (Райзек, 2965 м)
  - Кройцек (Мьолталер Полиник, 2784 м)
- 18. Източен Тауерн (Хохголинг, 2863 м)
  - Нисък Тауерн (Хохголинг, 2863 м)
- 19. Карнийско-Щирийски Алпи (Айзенут, 2441 м)
  - Гуркталски Алпи (Айзенут, 2441 м)
  - Зеталски Алпи (Цирбицкогел, 2396 м)
  - Зауалпе (2079 м)
- 20. Щирийски Предалпи (Амерингогел, 2184 м)
  - Козяк (966 м)
  - Коралпе (Шлайкогел, 2140 м)
  - Глайнски Алпи (Шпайкогел, 1988 м)
  - Хохалпе (1643 м)
  - Фишбахски Алпи (Щулек, 1782 м)
  - Бруклиге Велт (Хохвексел, 1743 м)
  - Гешребенщайн (884 м)

#### Североизточни Алпи
- 21. Севернотиролски Варовикови Алпи (Парзайершпице, 3040 м)
  - Фервалски Алпи (Кухеншпице, 3148 м)
  - Лехталски Алпи (Парзайершпице, 3040 м)
  - Карвендел (Биркаршпице, 2749 м)
- 22. Баварски Алпи
  - Алтауски Алпи (Гросер Котенкопф, 2657 м)
  - Амергауерски Алпи (Даниел, 2340 м)
  - Кимгауерски Алпи (Зонтагшон, 1961 м)
- 23. Тиролски Шистови Алпи (Лизумер Рекнер, 2884 м)
  - Кицбюлски Алпи (Лизумер Рекнер, 2884 м)
- 24. Северни Залцбургски Алпи (Хохкьониг, 2941 м)
  - Щайнернесмер (Хохкьониг, 2941 м)
  - Тененгебирге (Раухек, 2431 м)
- 25.Залцкамергут и Горни Австрийски Алпи (Хое Дахщайн, 2993 м)
  - Остерхорн (Гомсфелд, 2028 м)
  - Дахщайн (Хое Дахщайн, 2993 м)
  - Тотесгебирге (Гросерприл, 2515 м)
  - Зенгзен (Хоернок, 1963 м)
- 26. Северни Щирийски Алпи (Хохтор, 2369 м)
  - Айзенерцки Алпи (Хохтор, 2369 м)
  - Хохшваб (2277 м)
  - Раксалпе (Шнеберг, 2076 м)
- 27. Северни Ниски Австрийски Алпи (Хохщадл, 1919 м)
  - Хохщадл (Хохщадл, 1919 м)
  - Айзенвурцен (1373 м)
  - Виенски Лес (Шопфъл, 893 м)

#### Югоизточни Алпи
- 28. Южни Ретийски Алпи (Ортлес, 3905 м)
  - Ортлес (Ортлес, 3905 м)
  - Адамело (Адамело, 3539 м)
- 29. Бергамски Алпи и Предалпи (Пицо ди Кока, 3052 м)
- 30. Предалпи Бреша и Гарда (Монте Кадрия, 2254 м)
- 31. Доломити (Мармолада, 3342 м)
  - Латемар (Латемар, 2846 м)
  - Фиеме (Аста, 2847 м)
  - Чимонега (Чимонега, 2550 м)
  - Пала (Вецана, 3191 м)
  - Мармолада (Мармолада, 3342 м)
  - Розенгартен (Катиначо, 3004 м)
  - Села (пиц Бое, 3151 м)
  - Одле (Одле, 3030 м)
  - Брайес (Крода Роса, 3148 м)
  - Ампецо (Тофана ди Мецо, 3241 м)
  - Сесто (Три Скарпери, 3162 м)
  - Мармароле (Антелао, 3264 м)
  - Шиара (Чивета, 3220 м)
- 32. Венециански Предалпи (Кол Нудо, 2472 м)
- 33. Карнийски и Гайталски Алпи (Монте Колианс, 2780 м)
  - Карнийски Алпи (Монте Колианс, 2780 м)
  - Гайталски Алпи (Гросе Зандшпице, 2772 м)
- 34. Юлийски Алпи и Предалпи (Триглав, 2864 м)
- 35. Каринтско-Словенски Алпи (Гринтовец, 2558 м)
  - Караванке (Хохщул, 2238 м)
  - Санивски Алпи (Гринтовец, 2558 м)
  - Мекина (1508 м)
- 36. Словенски Предалпи (Порезен, 1630 м)
  - Похоре (1543 м)[3]